# Fermín Toro Jiménez
Fermín Toro Jiménez (Caracas, 26 de octubre de 1933 - Caracas, [cita requerida] 8 de septiembre de 2021) fue un destacado jurista y académico venezolano que desempeñó importantes funciones diplomáticas para su país. Fue hijo de Elías Toro Caspers y de Carlota Jiménez Velásquez.

## Educación
Se graduó de abogado y en 1956 obtuvo el título de doctor en Derecho y Ciencias Políticas en la Universidad Central de Venezuela.

## Trayectoria profesional
Alternó la carrera académica con la función pública. Entre 1958 y 1959 se desempeñó como Consejero de la Delegación de Venezuela ante la Organización de las Naciones Unidas con sede en Ginebra. A partir de esta última fecha inicia una larga trayectoria como docente e investigador en la Facultad de Ciencias Jurídicas y Políticas de la Universidad Central de Venezuela, que lo llevará a convertirse en Profesor Titular de dicha Facultad. Su especialidad será el derecho internacional público, área dentro de la cual será considerado como el más importante docente y tratadista de Venezuela. Entre 1994 y 1999 pasará a desempeñarse como Director del Instituto de Altos Estudios Diplomáticos «Pedro Gual» del Ministerio de Relaciones Exteriores (con rango de Embajador), cargo en el cual substituirá a Alfredo Toro Hardy. Durante ese mismo período será también Presidente de la Comisión Asesora de Relaciones Exteriores (CARE), institución abocada a brindar asesoramiento al Ministro de Relaciones Exteriores. Fue corredactor del capítulo internacional de la Constitución de la República Bolivariana de Venezuela de 1999. Entre 2002 y 2003 se desempeñará como Agente del Estado para los Derechos Humanos ante el Sistema Internacional y entre 2003 y 2004 será Representante Permanente de la República Bolivariana de Venezuela ante la Organización de las Naciones Unidas con sede en Nueva York. A partir de esta última fecha regresará a la docencia y a la investigación, actividades a las cuales dedicará los últimos años de su vida.

## Publicaciones
Entre su importante obra escrita en el campo del derecho internacional público destacan los siguientes libros:
- Una Misión Diplomática en Venezuela (1866), Caracas, Facultad de Ciencias Jurídicas y Políticas, Universidad Central de Venezuela, 1971.
- Biografía de Pedro Gual, 1785-1862, Caracas, Ministerio de Educación, Departamento de Publicaciones, 1974.
- La Política de Venezuela en la Conferencia Interamericana de Consolidación de la Paz, Buenos Aires, 1936, Caracas, Facultad de Ciencias Jurídicas y Políticas, Universidad Central de Venezuela, 1977.
- Manual de Derecho Internacional Público, Volumen I, Caracas, Facultad de Ciencias Jurídicas y Políticas, Universidad Central de Venezuela, 1982.
- Manual de Derecho Internacional Público, Volumen II, Caracas, Facultad de Ciencias Jurídicas y Políticas, Universidad Central de Venezuela, 1983.
- La Subjetividad Jurídica Internacional de los Gobernadores y Alcaldes según la Constitución Venezolana, Caracas, Instituto de Altos Estudios Diplomáticos "Pedro Gual» del Ministerio de Relaciones Exteriores, 1997.
- Formación, Mediatización y Degradación de la Soberanía de Venezuela: 1830-1838, Caracas, Producción Gráficas Franco, 1999.
- Historia Diplomática de Venezuela: 1810-1830, Caracas, Facultad de Ciencias Jurídicas y Políticas, Universidad Central de Venezuela, 2008.

## Familia
Fermín Toro Jiménez pertenecía a una familia que ha destacado en distintas disciplinas del conocimiento y que ha ocupado un importante papel en el proceso histórico venezolano, siendo nieto de Elías Toro y tataranieto de Fermín Toro. Fue, a la vez, hermano de reconocido escultor Elías Toro Jiménez y tío del afamado flautista Luís Julio Toro, de destacada trayectoria como solista clásico y como ejecutante de la música folklórica.